# Harold Stephen Black
Harold Stephen Black, född 14 april 1898 i Leominster i Massachusetts, död 11 december 1983 i New Jersey, var en elektronikingenjör från USA som år 1927 revolutionerade elektroniken genom att uppfinna den negativt återkopplade förstärkaren.

## Biografi
Black tog vid Worcester Polytechnic Institute sin första examen. Därefter fick han en BSS i elektroteknik vid WPI 1921 och började sedan arbeta vid Western Electric, som var tillverkningsdelen inom AT&T. Han övergick till Bell Labs (1925), där han arbetade fram till sin pension (1963).
Black gjorde stora insatser i sitt arbete med utveckling av elektroniska förstärkare. Han uppfann först framåtriktade förstärkaren som jämför in- och utgångssignalerna och förstärker sedan negativt distorsionen och kombinerar de två signalerna för att ta bort en del av distorsionen. Denna förstärkarkonstruktion förbättrade, men löste inte problemen inom den transkontinentala telekommunikationen.
Efter många års arbete uppfann Black den negativt återkopplade förstärkaren som använder negativ återkoppling för att minska förstärkningen i en icke-linjär förstärkare och få den att fungera som en linjär förstärkare med mycket lägre brus och distorsion. Den negativt återkopplande förstärkaren gjorde det möjligt för Bell-systemet att minska överbelastningen av linjer och utöka sitt långdistansnätverk med hjälp av bärvågstelefoni. Det möjliggjorde utformningen av exakta eldkontrollsystem under andra världskriget, och lade grunden för tidiga operativa förstärkare, liksom exakta ljudoscillatorer med variabel frekvens.
Enligt Black fick han inspiration till att uppfinna den negativt återkopplade förstärkaren när han åkte från New Jersey till New York genom att ta en färja för att korsa Hudson River i augusti 1927. Han hade inget att skriva på och skissade sina tankar om en feltryckt sida i The New York Times och signerade och daterade den.
Femtio år efter uppfinningen från 1927 publicerade han en artikel i IEEE Spectrum om den historiska bakgrunden till sin uppfinning. Han publicerade en klassisk rapport om negativ återkopplingsförstärkare 1934, som har tryckts på nytt i Proceedings of IEEE två gånger 1984 och 1999. I sin klassiska skrift från 1934 "Stabilized feed-back amplifiers", nämnde han Harry Nyquists arbete med stabilitetskriteriet eftersom en negativ återkopplingsförstärkare kan vara instabil och svänga. Således lyckades han med hjälp av Nyquists teori visa en stabil negativt återkopplad förstärkare som fungerar i praktisk användning. Bernard Friedland skrev en introduktikon till omtrycket 1999 i Proc. IEEE och James E. Brittain skrev om honom 1997. En dödsruna angående Black publicerades av IEEE Transactions on Automatic Control 1984.
Black arbetade också med pulskodmodulering och skrev en bok om "Modulation Theory" (Van Nostrand, 1953). Han innehade många patent varav den mest kända var US patent 2 102 671 "Wave Translations System", som utfärdades till Bell Laboratories 1937 och täckte den negativt återkopplade förstärkaren. Black började skriva sin självbiografi med den tentativa titeln "Before the ferry docked". Han dog dock i december 1983 vid 85 års ålder innan han hunnit avsluta den.

## Utmärkelser
- National Inventors Hall of Fame 1981[10]
- Robert H. Goddard Award from WPI 1981
- AIEE Lamme Medal 1957[11]
- D. Eng. degree (honorary) from WPI  1955
- Research Corporation Scientific Award 1952
- John H. Potts Memorial Award of the Audio Engineering Society
- John Price Wetherill Medal of the Franklin Institute
- Certificate of Appreciation from the US War Department.
- WPI gives away the annual Harold S. Black Scholarship (1992-)